# NBA in the Zone

NBA in the Zone (NBA Power Dunk au Japon, NBA Pro en Australie) est une série de jeux vidéo de basket-ball développée et éditée par Konami sur les consoles PlayStation et Nintendo 64.

## Série
- 1995 : NBA in the Zone (PlayStation)
- 1996 : NBA in the Zone 2 (PlayStation)
- 1998 : NBA in the Zone '98 (Nintendo 64, PlayStation)
- 1999 : NBA in the Zone '99 (Nintendo 64, PlayStation)
- 1999 : NBA Pro '99 - NBA in the Zone aux États-Unis (Game Boy Color)
- 2000 : NBA in the Zone 2000 (Nintendo 64, PlayStation, Game Boy Color)